# 铁塔尔河畔圣玛丽亚
鐵塔爾河畔圣玛丽亚（西班牙語：Santa María del Tiétar）是西班牙卡斯蒂利亚-莱昂阿维拉省的一个市镇。总面积12平方公里，总人口407人（2001年），人口密度34人/平方公里。